# Sistema FORAN

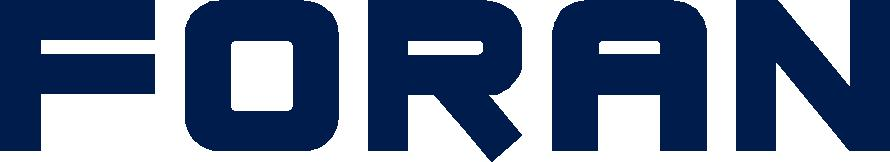
Logotipo del Sistema FORAN

El Sistema FORAN es un sistema de CAD/CAM/CAE naval creado por SENER para el diseño y producción de cualquier tipo de buque y artefacto offshore. Es un sistema multidisciplinar e integrado, que puede ser utilizado en todas las fases de diseño y producción del buque y disciplinas. El Sistema recoge toda la información en una base de datos única.
FORAN está enfocado principalmente al diseño de:
- Mercantes, pasaje, Ro-Ro, graneleros, quimiqueros, portacontenedores, cementeros o petroleros.
- Buques militares de superficie y submarinos, donde permite realizar un control de configuración, analizar alternativas de diseño (prototipos), gestionar formas, materiales y estándares especiales, así como introducir criterios personalizables.
- Buques específicos, remolcadores y buques de trabajo, buques hotel, pesqueros, buques de transporte de pescado, oceanográficos, etc.
- Offshore tanto para plataformas flotantes -ancladas y fijas- como para buques de transporte de personal a plataformas, ancleros, buques de suministro, rescate, contra-incendios o antipolución.

En 2021 Siemens PLM Software adquirió FORAN y mantiene el software desde entonces.
Al convertirse en un producto de Siemens, se abandonó la anterior numeración de versiones.
Así a la versión FORAN V80 le sucedió FORAN 2212, siguiendo el sistema de numeración de NX.
La última versión de este Sistema CAD/CAM/CAE es FORAN V80.

## FORAN V70
Herramientas comunes: esta versión soporta caracteres Unicode, una funcionalidad que permite introducir texto y generar información en lenguas que no utilizan caracteres latinos como el chino, ruso o coreano. Los diálogos y menús de FORAN también pueden ser traducidos. Por otro lado, incorpora FVIEWER, un módulo de realidad virtual que remplaza al VISUAL3D. La aplicación aprovecha las capacidades de las tarjetas gráficas más avanzadas y permite la gestión de gran volumen de información.
Dibujo: se incorpora un nuevo entorno en 2D basado en la aplicación QCAD, compatible con Autocad y utilizado en los módulos para la definición de estándares y normas de estructura (FNORM), la disposición general (FGA), y la definición de diagramas eléctricos y de instrumentación. También incluye desarrollos en los planos de productos intermedios, simbólicos y de vistas del modelo en 3D.
Proyecto: uno de los desarrollos más relevantes de la nueva versión es el módulo FGA para la definición de espacios y disposición general del buque en entornos 2D y 3D, con toda la información almacenada en la base de datos de FORAN. La aplicación permite generar eficientemente los planos de disposición general. Por otro lado, el módulo para el cálculo de estabilidad probabilística en avería (FSUBD) ofrece ahora la posibilidad de considerar estados intermedios de inundación, de acuerdo con la normativa SOLAS. La asignación automática de espacios a subzonas también se ha mejorado. 
Estructura del casco: el módulo FNORM para la definición de estándares de estructura posee una interfaz de usuario que incluye múltiples ventanas simultáneas y puntos de referencia; además permite la inclusión de restricciones geométricas y ofrece un gestor de capas. El incremento de caracteres para la identificación y descripción de bloques, materiales y normas geométricas, así como la estructura jerárquica para la definición de estándares y normas geométricas son algunas de las capacidades de este módulo, a las que hay que sumar las del modelado de la estructura del casco: un algoritmo para representar piezas corrugadas con mayor precisión, comandos para el chequeo de la preparación de bordes de planchas y perfiles, opciones para la definición de llantas y un algoritmo de modelado para representar planchas curvas de casco y cubiertas de forma más precisa. En el nestificado de planchas y perfiles, el módulo NEST permite el nestificado de piezas idénticas asignadas a diferentes productos intermedios y mantiene la información para reconocer cada pieza individualmente. 
Armamento: FORAN V70 incorpora herramientas para el trazado de tuberías. Algunas características importantes que añade la nueva versión se refieren a las líneas poligonales, que ya no son necesarias, al rutado de las tuberías, que se realiza de forma dinámica mientras el usuario ve el modelo sólido de la misma, y a la existencia de puntos de control significativos del modelo. La versión incorpora funcionalidades para el diseño adaptado a las circunstancias de producción de cada astillero, como un comando para la división inteligente de segmentos de tubería basado en la estándar de longitud definido en la librería de componentes, utilidades para el control de las restricciones de fabricación de ‘spools’ antes de generar el plano, y mayor flexibilidad para la creación de elementos de tuberías.
Diseño eléctrico: el módulo para el diseño eléctrico permite ahora la generación de conductos de cables con secciones no estándar, definir conductos con cables dentro de las bandejas de cables y considerarlos en los cálculos de llenado de la sección. En el rutado de cables se ha mejorado la definición de reglas de separación y, en la conexión entre cables y regleteros, destaca la gestión de cables parcialmente rutados.
Gestión de ciclo de vida de producto (PLM): FORAN V70 permite la integración con diferentes Sistemas PLM gracias a una solución neutral construida con estándares basados en CORBA y servicios Web.

## FORAN FVIEWER VR
La utilización de un entorno de realidad virtual (VR, Virtual Reality) aporta ventajas considerables en la industria de la construcción naval. La principal es poder chequear el modelo desde etapas tempranas y rectificar errores, lo que supone una considerable reducción de costes. La VR permite revisar el modelo de forma intuitiva, chequear atributos, medir distancias, realizar análisis de ergonomía, calcular interferencias, evaluar modificaciones al diseño, simular tareas de montaje, desmontaje y operación, etc. El navegador llamado FORAN FVIEWER VR, que forma parte del Sistema FORAN, incorpora la estereoscopía, es decir, la posibilidad de navegar a través del modelo en 3D y de ser utilizado con sistemas de tracking. El módulo puede utilizarse en una navegación con gran interacción entre el usuario y el modelo. La solución puede emplearse tanto en salas de realidad virtual de cualquier dimensión como en soluciones portátiles, estaciones de trabajo, etc.

## Casco de Realidad Virtual (HMD)
El desarrollo de aplicaciones en el entorno de Realidad Virtual dentro del sector naval está en auge. Después de la segunda generación del visualizador para la navegación interactiva a través del modelo del buque en 3D -FORAN FVIEWER VR- SENER e Ingevideo han desarrollado un casco de realidad virtual (Head Mounted Display). Un casco de VR HMD es un dispositivo que permite al usuario visualizar e interactuar con entornos 3D de simulación, en este caso aplicado a modelos 3D generados en FORAN. La posibilidad de trabajar en entornos de realidad virtual supone beneficios y reducciones de costes, ya que permite hacer chequeos virtuales de forma interactiva e intuitiva.